# Sharjah (by)
Sharjah er hovedstad i Emiratet Sharjah i De Forenede Arabiske Emirater. Den ligger på Den Arabiske Halvø ved kysten af Den Persiske Bugt, umiddelbart nord for storbyen Dubai, som den er vokset sammen med. Byen Sharjah har 1.247.749(2015) indbyggere og er dermed den tredjestørste by i de Forenede Arabiske Emirater